# Java鉄道模型インターフェース
Java鉄道模型インターフェース (Java Model Railroad Interface、略称：JMRI) は、鉄道模型愛好家向けのオープンソースソフトウェアである。
JMRIはダウンロードして入手できる。2つの主要なツールはデジタルコマンドコントロールのデコーダのプログラムに使用するDecoderProとレイアウト制御用のPanelProである。
2005年、最初のJMRI開発者達はMatt KatzerによってKatzerが所有する特許を侵害したとして告訴された。しかし、JMRIプロジェクトは、Katzerの所有する鉄道模型ソフトウェア販売会社がJMRIのテクスチャファイルを利用しておきながら著作者を明記していないため、著作権侵害でKatzerを逆提訴した。北カリフォルニア地区裁判所と連邦巡回区控訴裁判所で審理されていたが2010年、和解にいたった。